# Kiara Rocks
Kiara Rocks é uma banda de rock brasileira, formada no ano de 2007 na cidade de São Paulo. Seu estilo é enraizado no rock and roll e no hard rock.

## História

### Início
Tudo se inicia em 2007, quando o vocalista Cadu Pelegrini decide montar um projeto em que pudesse aproveitar e interpretar suas diversas composições (que inicialmente eram em inglês), os anos de experiência adquiridos com bandas covers e participações em vários festivais (somando uma média de mais de 2.000 apresentações realizadas por todo o Brasil), combinados com a vontade de ser o líder de uma banda em que pudesse tocar o verdadeiro Rock n Roll. Pra que isso se concretizasse, ele chama 4 amigos de longa data que se encontram em situações parecidas com a dele e que embarcam nessa jornada sem pensar duas vezes.
A banda já contava nos primeiros meses de existência com uma média de 5 shows por mês e se tornava automaticamente residente de várias casas em São Paulo – capital e interior logo após sua primeira apresentação. Em pouco tempo resolvem investir na gravação de suas músicas e produção do primeiro CD independente, seguindo os passos da filosofia “do it yourself” (faça você mesmo) que tem como principal precursor a banda americana Ramones, uma das influências da Kiara Rocks. A música "Últimos dias" foi escolhida pelos integrantes para representar a banda visualmente em formato de videoclipe, e logo em sua primeira semana de estreia na MTV Brasil, entrou direto para a programação já fazendo parte da lista dos clipes que podiam ser pedidos pelo site da emissora (programa MTV Lab Disk) competindo ao lado de artistas já consagrados.

### Programa Astros
Participaram das duas temporadas do programa Astros do SBT nos anos de 2008 e 2009 respectivamente, conseguindo chegar na grande final. A banda recebeu muitas criticas positivas no programa, avaliadas por Miranda, Arnaldo Saccomani e Lobão como umas das bandas mais competentes do cenário atual.

### Primeiros Discos
Em 2010, o grupo lançou seu primeiro CD, intitulado Últimos Dias. Levava a formação original da banda e foi produzido pelo vocalista e líder, Cadu Pelegrini.
Em 2012, eles lançaram Todos Os Meus Passos, produzido por Matt Sorum, ex-baterista do Guns N' Roses. Ganhando visibilidade, a banda entrou em estúdio novamente neste ano e gravaram seu terceiro disco, Daqui Por Diante, que foi produzido pelo próprio Cadu Pelegrini com co-produção de Alexandre Russo, produtor do Sepultura. Parte do processo de gravação foi transmitido ao vivo online pelo site da gravadora Trama e contou com participações especiais de artistas renomados como Dinho Ouro Preto (Capital Inicial) e Rafael Bittencourt (Angra). O disco Todos os Meus Passos conta com um cover de "Careless Whispers" de George Michael e no disco Daqui Por Diante contem o cover de "Save A Prayer" do Duran Duran

### Rock in Rio 2013
No dia 5 de março de 2013, a banda foi confirmada para o último dia de apresentações do Rock in Rio do mesmo ano. A banda tocou ao lado de grandes nomes como Avenged Sevenfold, Slayer e Iron Maiden, em um show que teve participações especiais de Paul Di'Anno (ex-Iron Maiden) e Marcão (ex-Charlie Brown Jr.). A banda tocou oito músicas próprias, todas do disco "Daqui por diante", e os covers "Ace of spades", do Motörhead, "Highway to hell", do AC/DC, "Blitzkrieg bop", dos Ramones e "Wrathchild", do Iron Maiden. 

### Formações atuais
Em 30 de maio de 2015, a banda anunciou sua nova formação através de sua Fan Page oficial no Facebook, com Gregorio Weber (baterista do 1 CD) de volta nas baquetas, Bruno Carmo na guitarra, Raul Barroso no baixo e Cadu Pelegrini nos vocais.
Em 30 de março de 2017, Cadu Pelegrini anunciou a entrada de dois novos integrantes, Kiko Shred na guitarra e o Junior Van Loon na bateria, nos lugares de Bruno Carmo e Greg Weber.
Em outubro de 2018, uma nova formação foi anunciada, com Hicaro Denelle e Alexi Souza entrando nos lugares de Kiko e Junior Van Loon.
Com a estabilização da formação, a banda entra em estúdio para compor novas músicas e lançam, com grande aceitação do público, o videoclipe do single "Sempre Enfrente", confirmando de vez a volta da Kiara Rocks.
Em 2020, a banda lançou o single “Enquanto há Tempo”, gravado, mixado e masterizado por Henrique Baboom. O clipe foi dirigido por Xtudo Obze e produzido pela Caixão Produtora.
Em 2021, lançam mais um single, intitulado “The Haunted”, cantado em inglês.

## Integrantes

### Formação atual
- Kadu Pelegrini - vocal
- Hicaro Denelle - guitarra
- Raul Barroso Filho - baixo
- Alexi Souza - bateria

### Ex-integrantes
- Jason Jr. - guitarra
- Anselmo Fávaro - guitarra
- Phil Bonaño - guitarra
- Bruno Carmo - guitarra
- Kiko Shred - guitarra
- Juninho Caitano - baixo
- Marcos Grevy - bateria
- Greg Weber - bateria
- Ivan Copelli - bateria
- Junior Van Loon - bateria
- Markão - percussão
- Di Garden - bateria

## Discografia

### Álbuns de estúdio
- 2010 - Últimos Dias
- 2012 - Todos Os Meus Passos
- 2013 - Daqui Por Diante

### Singles
- 2009: "Últimos Dias"
- 2011: "Todos os Meus Passos" (versão do disco Kiara Rocks)
- 2012: "Marcas e Cicatrizes"
- 2013: "Sinais Vitais"
- 2013: "Não Vai Adiantar"
- 2019: "Sempre Enfrente"
- 2020: “Enquanto há Tempo”
- 2021: “The Haunted”